# Erlebnis
Das Erlebnis ist ein Ereignis im individuellen Leben eines Menschen, das sich vom Alltag des Erlebenden so sehr unterscheidet, dass es ihm lange im Gedächtnis bleibt. Erlebnisse können befriedigender (z. B. Teilnahme an einer Feier, Sex), aufregender (z. B. ein Abenteuer oder eine Reise) oder traumatisierender (z. B. Opfer eines Verbrechens) Natur sein. Sie sind Untersuchungsgegenstand der Erlebniswissenschaft.

## Merkmale
Unter einem Erlebnis wird ein emotional verarbeitetes Ereignis des Erlebens verstanden, welches innere und äußere Vorgänge mit positiven und negativen Empfindungen verknüpft. In seiner Qualität und Wirkung ist es immer ein subjektiver unmittelbarer und individueller Bewusstseinsvorgang. Das Erlebnis steht im engen Zusammenhang mit der Atmosphäre einer Situation am Ort des Geschehens, sodass es außerhalb davon nicht beliebig wiederhol- und herstellbar ist und demzufolge als solches nicht an eine unbeteiligte Person weitergegeben werden kann. Entscheidend ist daher die subjektive Einordnung und Bewertung des Ereignisses.
Aus der Perspektive des Radikalen Konstruktivismus erfinden wir Ereignisse der Wirklichkeit aktiv mit, indem wir sie erleben, vor allem aber indem wir sie nachträglich interpretieren. Aus medienwissenschaftlicher Sicht machen erst die individuelle Aufmerksamkeit und Gedächtnisleistung eine außerordentliche Interaktionsbeteiligung zu einem bewusst gewordenen Erlebnis.
Gerhard Schulze hat die „Erlebnisgesellschaft“ der Gegenwart aus kultursoziologischer Perspektive analysiert und dabei auch eine grundsätzliche Theorie des Erlebnisses entworfen.